# John Stone Stone
Pour les articles homonymes, voir John Stone et Stone.
 (juillet 2023).
Si vous disposez d'ouvrages ou d'articles de référence ou si vous connaissez des sites web de qualité traitant du thème abordé ici, merci de compléter l'article en donnant les références utiles à sa vérifiabilité et en les liant à la section « Notes et références ».
John Stone Stone (24 septembre 1869 – 20 mai 1943) était un mathématicien, physicien et inventeur américain. Il a travaillé comme l'un des premiers ingénieurs téléphoniques, a influencé le développement des communications sans fil et est le détenteur de dizaines de brevets dans le domaine de la « télégraphie spatiale ».

## Carrière
Stone est né dans le village de Manakin-Sabot, en Virginie. Il est le fils de Charles Pomeroy Stone, ingénieur lui aussi et général dans la guerre civile américaine. Élevé jusqu'en 1882 au Caire, en Égypte, Stone parlait couramment l'Arabe, le Français et l'Anglais. Son père lui enseigna les mathématiques et il apprit en Égypte à monter à cheval et devint un excellent cavalier. Lorsque sa famille retourna aux États-Unis, Stone étudia à Columbia Prep, puis à l'université Columbia et enfin à l'université Johns-Hopkins.
Après avoir effectué des recherches à l'American Telephone & Telegraph, Stone monta sa propre entreprise de constructions de stations de transmission pour l'U.S. Navy. En 1907, il lança à Boston la Society of Wireless Telegraph Engineers (SWTE). Il gagne la Edward Longstreth Medal du Franklin Institute en 1913.
Il a inventé le Stone common battery system et a aidé à la création du système Carrier current de transmission. Son circuit RLC pour les radiotransmetteurs et récepteurs radios est antérieur au système de Guglielmo Marconi.
Entre autres activités politiques, il a été administrateur de l'American Defense Society. 
Il a été marié puis a divorcé. Il meurt à San Diego, en Californie, le 20 mai 1943.

## Publications
- Stone, J. S., "The Practical Aspects of the Propagation of High Frequency Waves Along Wires".
- Stone, J. S., "Theory of Wireless Telegraphy". Transactions of the 1904 Saint Louis International Electrical Congress, Volume III, pages 556-558.

## Brevets
- (en) Brevet U.S. 0469475 - Electric cable (1892)
- (en) Brevet U.S. 0487102 - Development and distribution of electricity (1892)
- (en) Brevet U.S. 0577214 - Resonant electric circuit (1897)
- Stone, M S, Electric Circuit, US patent 0 578 275, filed 10 September 1896, issued 2 March 1897.
- (en) Brevet U.S. 0623579 - Differential electromagnet (1899)
- (en) Brevet U.S. 0714756 - Method of selective electric signaling (1902)
- (en) Brevet U.S. 0717467 - Method of electrical distribution (1902)
- (en) Brevet U.S. 0717509 - Method of relaying space telegraph signals (1902)
- (en) Brevet U.S. 0717510 - Method of relaying space telegraph signals (1902)
- (en) Brevet U.S. 0717511 - Method of tuning vertical wire oscillators (1902)
- (en) Brevet U.S. 0717512 - Tuned electric oscillator (1902)
- (en) Brevet U.S. 0717513 - Method of relaying space telegraph signals (1902)
- (en) Brevet U.S. 0717514 - Apparatus for relaying space telegraph signals (1902)
- (en) Brevet U.S. 0717515 - Method of electrical distribution (1902)
- (en) Brevet U.S. 0767970 - Apparatus for simultaneously transmitting and receiving space telegraph signals (1904)
- (en) Brevet U.S. 0767971 - Wireless telegraph receiving device (1904)
- (en) Brevet U.S. 0767972 - Method of receiving space telegraph signals (1904)
- (en) Brevet U.S. 0767973 - Method of increasing the effective radiation of electromagnetic waves (1904)
- (en) Brevet U.S. 0767974 - Apparatus for increasing the effective radiation of electromagnetic waves (1904)
- (en) Brevet U.S. 0767975 - Space telegraphy (1904)
- (en) Brevet U.S. 0767976 - Space telegraphy (1904)
- (en) Brevet U.S. 0767977 - Space telegraphy (1904)
- (en) Brevet U.S. 0767978 - Space telegraphy (1904)
- (en) Brevet U.S. 0767979 - Space telegraphy (1904)
- (en) Brevet U.S. 0767980 - Space telegraphy (1904)
- (en) Brevet U.S. 0767981 - Space telegraphy (1904)
- (en) Brevet U.S. 0767982 - Space telegraphy (1904)
- (en) Brevet U.S. 0767983 - Space telegraphy (1904)
- (en) Brevet U.S. 0767984 - Space telegraphy (1904)
- (en) Brevet U.S. 0767985 - Space telegraphy (1904)
- (en) Brevet U.S. 0767986 - Space telegraphy (1904)
- (en) Brevet U.S. 0767987 - Space telegraphy (1904)
- (en) Brevet U.S. 0767988 - Space telegraphy (1904)
- (en) Brevet U.S. 0767989 - Space telegraphy (1904)
- (en) Brevet U.S. 0767990 - Space telegraphy (1904)
- (en) Brevet U.S. 0767991 - Space telegraphy (1904)
- (en) Brevet U.S. 0767992 - Space telegraphy (1904)
- (en) Brevet U.S. 0767993 - Space telegraphy (1904)
- (en) Brevet U.S. 0767994 - Space telegraphy (1904)
- (en) Brevet U.S. 0767995 - Space telegraphy (1904)
- (en) Brevet U.S. 0767996 - Space telegraphy (1904)
- (en) Brevet U.S. 0767997 - Space telegraphy (1904)
- (en) Brevet U.S. 0767998 - Space telegraphy (1904)
- (en) Brevet U.S. 0767999 - Space telegraphy (1904)
- (en) Brevet U.S. 0768000 - Space telegraphy (1904)
- (en) Brevet U.S. 0768001 - Space telegraphy (1904)
- (en) Brevet U.S. 0768002 - Space telegraphy (1904)
- (en) Brevet U.S. 0768003 - Space telegraphy (1904)
- (en) Brevet U.S. 0768004 - Space telegraphy (1904)
- (en) Brevet U.S. 0768005 - Space telegraphy (1904)
- (en) Brevet U.S. 0802417 - Space telegraphy (1905)
- (en) Brevet U.S. 0802418 - Space telegraphy (1905)
- (en) Brevet U.S. 0802419 - Space telegraphy (1905)
- (en) Brevet U.S. 0802420 - Space telegraphy (1905)
- (en) Brevet U.S. 0802421 - Space telegraphy (1905)
- (en) Brevet U.S. 0802422 - Space telegraphy (1905)
- (en) Brevet U.S. 0802423 - Space telegraphy (1905)
- (en) Brevet U.S. 0802424 - Space telegraphy (1905)
- (en) Brevet U.S. 0802425 - Space telegraphy (1905)
- (en) Brevet U.S. 0802426 - Space telegraphy (1905)
- (en) Brevet U.S. 0802427 - Space telegraphy (1905)
- (en) Brevet U.S. 0802428 - Space telegraphy (1905)
- (en) Brevet U.S. 0802429 - Space telegraphy (1905)
- (en) Brevet U.S. 0802430 - Space telegraphy (1905)
- (en) Brevet U.S. 0802431 - Space telegraphy (1905)
- (en) Brevet U.S. 0802432 - Space telegraphy (1905)
- (en) Brevet U.S. 0884106 - Space telegraphy (1908)
- (en) Brevet U.S. 0884107 - Space telegraphy (1908)
- (en) Brevet U.S. 0884108 - Space telegraphy (1908)
- (en) Brevet U.S. 0884109 - Space telegraphy (1908)
- (en) Brevet U.S. 0884110 - Space telegraphy (1908)
- (en) Brevet U.S. 1565521 - Secret communication system (1925)
- (en) Brevet U.S. 1605010 - Signaling system (1926)
- (en) Brevet U.S. 1683739 - Directive antenna array (1928)
- (en) Brevet U.S. 2023556 - Frequency selective communication system (1935)
- (en) Brevet U.S. 2026712 - Composite oscillator for electromagnetic wave (1936)